# Wydział Biologii Uniwersytetu Jagiellońskiego
Wydział Biologii Uniwersytetu Jagiellońskiego – jeden z szesnastu wydziałów Uniwersytetu Jagiellońskiego. Jego siedziba znajduje się przy ul. Gronostajowej 7 w Krakowie. Powstał w roku 1951 jako Wydział Biologii i Nauk o Ziemi UJ, obecną nazwę przyjął z początkiem 2018 r.

## O wydziale

### Nauki przyrodnicze na UJ przed założeniem Wydziału
Nauki przyrodnicze, wykładane wtedy na Wydziale Filozoficznym i Wydziale Medycznym, stały od XV w. na Akademii Krakowskiej na bardzo wysokim poziomie. Kluczowym dla usamodzielniania się dyscyplin przyrodniczych było utworzenie w 1780 r. Katedry Chemii i Historii Naturalnej. Zajmowano się w niej botaniką, zoologią, mineralogią i chemią. Powołano przy niej Gabinet Historii Naturalnej (1782), z którego wywodzą się dzisiejsze muzea przy Instytutach UJ, a także, do dziś istniejący, Ogród Botaniczny (1783).
Burzliwa pierwsza połowa XIX w. odbiła się na działalności krakowskiej Katedry. Wraz z rozwojem nauki usamodzielniały się kolejne Katedry: Botaniki (1847), Geografii (1849), Zoologii i Anatomii Porównawczej (1850) i Mineralogii (1855). Znalazły się one wszystkie w 1850 r. w posiadającym pełną autonomię Wydziale Filozoficznym UJ.
Uzyskanie autonomii przez Galicję oraz wprowadzenie w 1870 r. języka polskiego jako wykładowego przyciągnęła do Krakowa wielu młodych, utalentowanych przyrodników, którzy przez pracę na Uniwersytecie pragnęli pracować dla kraju.
W końcu XIX w. powstawały kolejne Katedry, a w 1913 r. usamodzielnił się pierwszy Instytut — Botaniki. Pięć lat później powstał Instytut Geograficzny. Znaczne zmiany organizacyjne przyniósł dopiero rok 1945, kiedy Wydział Filozoficzny podzielono na dwie części: Wydział Humanistyczny i Wydział Matematyczno-Przyrodniczy.

### Historia i struktura Wydziału
Wydział Biologii i Nauk o Ziemi UJ rozpoczął działalność w 1951 r., co zostało prawnie usankcjonowane na początku 1952 r. Rozwijały się w jego obrębie nauki przyrodnicze – biologia, geografia i geologia, nauki o środowisku oraz biologia molekularna, która usamodzielniła się w 2002 r., tworząc osobny Wydział Biotechnologii UJ. W 2017 r. instytuty kształcące w zakresie geografii i geologii wydzieliły się tworząc nowy Wydział Geografii i Geologii Uniwersytetu Jagiellońskiego. W związku z tym 1 stycznia 2018 r. Wydział zmienił nazwę na Wydział Biologii UJ. 
Od 2017 r. w skład Wydziału wchodzą trzy instytuty oraz Wydziałowe Centrum Dydaktyki:
- Instytut Botaniki
- Instytut Nauk o Środowisku
- Instytut Zoologii i Badań Biomedycznych.

## Kierunki studiów
Na wydziale prowadzone są studia na następujących kierunkach (2017/2018):
Studia stacjonarne I i II stopnia:
- Biologia
- Neurobiologia

Studia stacjonarne II stopnia:
- Ecology and evolution
- Zarządzanie zasobami przyrody

Studia doktoranckie:
- Biologia
- „PhD Programme in Biology”

Studia podyplomowe:
- Biologia sądowa

## Władze
Kadencja 2024–2028:
- Dziekan: prof. dr hab. Magdalena Chadzińska
- Prodziekan ds. studenckich: dr hab. Joanna Kapusta, prof. UJ
- Prodziekan ds. nauki i współpracy międzynarodowej: prof. dr hab. Szymon Zubek

## Dziekani Wydziału Biologii i Nauk o Ziemi UJ
- 1951/1952–1955/1956 – Stanisław Smreczyński (1899–1975)
- 1956/1957–1957/1958 – Franciszek Górski (1897–1989)
- 1958/1959–1961/1962 – Antoni Gaweł (1901–1989)
- 1962/1963–1963/1964 – Marian Książkiewicz (1906–1981)
- 1964/1965–1968/1969 – Antoni Wrzosek (1908–1983)
- 1969/1970–1971/1972 – Adam Kulczycki (1906–1984)
- 1972/1973–1974/1975 – Mieczysław Hess (1931–1993)
- 1975/1976–1980/1981 – Józef Surowiak (1924–2017)
- 1981/1982–1986/1987 – Halina Krzanowska (1926–2004)
- 1987/1988–1992/1993 – Czesław Jura
- 1993/1994–1998/1999 – prof. dr hab. Antoni Jackowski
- 1999/2000–2004/2005 – prof. dr hab. Szczepan Biliński
- 2005/2006–2011/2012 – prof. dr hab. Kazimierz Krzemień
- 2012/2013–2019/2020 – dr hab. Małgorzata Kruczek
- 2020/2021–2023/2024 – dr hab. Joanna Zalewska-Gałosz, prof. UJ
- od 2024/2025 – prof. dr hab. Magdalena Chadzińska

## Inni nauczyciele akademiccy
- Władysław Grodziński
- Jan Kornaś
- Jan Kozłowski
- Ryszard Laskowski
- Anna Medwecka-Kornaś
- Bogumił Pawłowski
- January Weiner
- Maria Zając
- Bogdan Zemanek